# Bedenac
Bedenac és un municipi francès situat al departament del Charente Marítim i a la regió de la Nova Aquitània. L'any 2007 tenia 571 habitants.

## Demografia

### Població
El 2007 la població de fet de Bedenac era de 571 persones. Hi havia 170 famílies de les quals 45 eren unipersonals (15 homes vivint sols i 30 dones vivint soles), 55 parelles sense fills, 59 parelles amb fills i 11 famílies monoparentals amb fills.
La població ha evolucionat segons el següent gràfic:
Habitants censats

### Habitatges
El 2007 hi havia 208 habitatges, 176 eren l'habitatge principal de la família, 11 eren segones residències i 21 estaven desocupats. 202 eren cases i 3 eren apartaments. Dels 176 habitatges principals, 135 estaven ocupats pels seus propietaris, 35 estaven llogats i ocupats pels llogaters i 6 estaven cedits a títol gratuït; 1 tenia una cambra, 6 en tenien dues, 27 en tenien tres, 54 en tenien quatre i 89 en tenien cinc o més. 129 habitatges disposaven pel capbaix d'una plaça de pàrquing. A 81 habitatges hi havia un automòbil i a 82 n'hi havia dos o més.

### Piràmide de població
La piràmide de població per edats i sexe el 2009 era:
| Homes | Edats   | Dones |
| ----- | ------- | ----- |
| 0     | 95 o +  | 0     |
| 0     | 90 a 94 | 0     |
| 4     | 85 a 89 | 4     |
| 4     | 80 a 84 | 0     |
| 4     | 75 a 79 | 12    |
| 8     | 70 a 74 | 20    |
| 20    | 65 a 69 | 12    |
| 16    | 60 a 64 | 12    |
| 8     | 55 a 59 | 28    |
| 20    | 50 a 54 | 8     |
| 24    | 45 a 49 | 12    |
| 40    | 40 a 44 | 12    |
| 28    | 35 a 39 | 20    |
| 52    | 30 a 34 | 12    |
| 36    | 25 a 29 | 4     |
| 16    | 20 a 24 | 8     |
| 24    | 15 a 19 | 4     |
| 8     | 10 a 14 | 12    |
| 8     | 5 a 9   | 24    |
| 12    | 0 a 4   | 8     |

## Economia
El 2007 la població en edat de treballar era de 389 persones, 192 eren actives i 197 eren inactives. De les 192 persones actives 171 estaven ocupades (99 homes i 72 dones) i 21 estaven aturades (9 homes i 12 dones). De les 197 persones inactives 22 estaven jubilades, 18 estaven estudiant i 157 estaven classificades com a «altres inactius».

### Ingressos
El 2009 a Bedenac hi havia 185 unitats fiscals que integraven 454 persones, la mediana anual d'ingressos fiscals per persona era de 13.357 €.

### Activitats econòmiques
Dels 11 establiments que hi havia el 2007, 1 era d'una empresa extractiva, 1 d'una empresa de construcció, 4 d'empreses de comerç i reparació d'automòbils, 1 d'una empresa financera, 2 d'empreses immobiliàries, 1 d'una empresa de serveis i 1 d'una empresa classificada com a «altres activitats de serveis».
Dels 2 establiments de servei als particulars que hi havia el 2009, 1 era un taller de reparació d'automòbils i de material agrícola i 1 fusteria.
L'any 2000 a Bedenac hi havia 13 explotacions agrícoles que ocupaven un total de 168 hectàrees.

## Equipaments sanitaris i escolars
El 2009 hi havia una escola elemental integrada dins d'un grup escolar amb les comunes properes formant una escola dispersa.

## Poblacions més properes
El següent diagrama mostra les poblacions més properes.